# Цимбулова
Цимбулова (рос. Цимбулова) — присілок у Болховському районі Орловської області Російської Федерації.
Населення становить 1 особу. Входить до муніципального утворення Сур'янинське сільське поселення.

## Історія
Населений пункт розташований у межах Чорнозем'я. 30 липня 1928 року у складі Орловського округу Центрально-Чорноземної області, 13 червня 1934 року після ліквідації Центрально-Чорноземної області населений пункт увійшов до складу новоствореної Курської області.
З 27 вересня 1937 року район у складі новоствореної Орловської області.
Від 2013 року входить до муніципального утворення Сур'янинське сільське поселення.
26 грудня 2024 року завдано ракетного удару по військовому складу, побудованому поблизу села. На складі зберігалися ударні дрони Shahed-136. Внаслідок удару загинуло 2 російських військовослужбовців та ще 7 поранено.

## Населення
| 2010 |
| ---- |
| 1    |